# Saint-Michel-le-Cloucq
 Saint-Michel-le-Cloucq  es una población y comuna francesa, en la región de Países del Loira, departamento de Vendée, en el distrito de Fontenay-le-Comte y cantón de Saint-Hilaire-des-Loges.

## Demografía
| 977 | 937 | 948 | 1196 | 1272 | 1206 |
| Para los censos de 1962 a 1999 la población legal corresponde a la población sin duplicidades (Fuente: INSEE [Consultar]) |     |     |      |      |      |